# Darryl Lachman
Darryl Brian Ricky Lachman (Amsterdam, 11 november 1989) is een Nederlands-Curaçaos voetballer die als verdediger speelt. Sinds 2015 komt hij uit voor het Curaçaos voetbalelftal.

## Clubcarrière
Lachman speelde in de jeugd bij Hellas Sport en Ajax en ging in 2008 samen met teamgenoot Frank Olijve naar FC Groningen. In oktober 2009 promoveerde trainer Ron Jans hem naar de selectie van het eerste elftal en op 13 december maakte hij zijn debuut in de uitwedstrijd tegen Sparta. Lachman werd ook opgenomen in de voorselectie van Jong Oranje.
Op 21 april 2011 tekende Lachman een contract voor twee seizoenen bij toenmalig Eerstedivisionist FC Zwolle. Op 9 december van datzelfde jaar werd zijn contract met één jaar verlengd tot de zomer van 2014.
In de winter van 2014 werd bekendgemaakt dat Lachman een overeenkomst had met FC Twente.
Lachman tekende in juni 2015 een contract tot medio 2017 bij Sheffield Wednesday, op dat moment actief in de Championship. Hij speelde geen wedstrijd voor de club. Sheffield verhuurde Lachman op 8 januari 2016 voor een half jaar aan SC Cambuur, waarmee hij degradeerde uit de Eredivisie. De Engelse club ontbond in augustus 2016 zijn contract. vervolgens tekende hij voor een jaar bij Willem II. Aan het einde van het seizoen 2016/17 verlengde Lachman zijn contract bij Willem II tot de zomer van 2018. Na twee seizoenen in Tilburg verkaste hij naar zijn oude club PEC Zwolle. Hij ondertekende een contract voor twee seizoenen. In februari 2020 tekende Lachman een halfjarig contract bij Hapoel Ra'annana. In oktober 2020 ging hij naar het Australische Perth Glory.

## Clubstatistieken
| Seizoen                             | Club                | Competitie      | Competitie | Competitie | Beker | Beker | Internationaal | Internationaal | Overig | Overig | Totaal | Totaal |
| Seizoen                             | Club                | Competitie      | Wed.       | Dlp.       | Wed.  | Dlp.  | Wed.           | Dlp.           | Wed.   | Dlp.   | Wed.   | Dlp.   |
| ----------------------------------- | ------------------- | --------------- | ---------- | ---------- | ----- | ----- | -------------- | -------------- | ------ | ------ | ------ | ------ |
| 2009/10                             | FC Groningen        | Eredivisie      | 2          | 0          | 1     | 0     | 0              | 0              | 0      | 0      | 3      | 0      |
| 2010/11                             | FC Groningen        | Eredivisie      | 6          | 0          | 0     | 0     | 0              | 0              | 0      | 0      | 6      | 0      |
| 2011/12                             | PEC Zwolle          | Eerste divisie  | 34         | 0          | 2     | 0     | 0              | 0              | 0      | 0      | 36     | 0      |
| 2012/13                             | PEC Zwolle          | Eredivisie      | 33         | 2          | 5     | 0     | 0              | 0              | 0      | 0      | 38     | 2      |
| 2013/14                             | PEC Zwolle          | Eredivisie      | 24         | 0          | 5     | 1     | 0              | 0              | 0      | 0      | 29     | 1      |
| 2014/15                             | FC Twente           | Eredivisie      | 15         | 0          | 3     | 0     | 2              | 0              | 0      | 0      | 20     | 0      |
| 2014/15                             | Jong FC Twente      | Eerste divisie  | 3          | 0          | –     | –     | –              | –              | –      | –      | 3      | 0      |
| 2015/16                             | Sheffield Wednesday | Championship    | 0          | 0          | 0     | 0     | 0              | 0              | 0      | 0      | 0      | 0      |
| 2015/16                             | → SC Cambuur        | Eredivisie      | 15         | 0          | 0     | 0     | –              | –              | –      | –      | 15     | 0      |
| 2016/17                             | Willem II           | Eredivisie      | 32         | 1          | 1     | 0     | 0              | 0              | 0      | 0      | 33     | 1      |
| 2017/18                             | Willem II           | Eredivisie      | 32         | 0          | 5     | 0     | 0              | 0              | 0      | 0      | 37     | 0      |
| 2018/19                             | PEC Zwolle          | Eredivisie      | 20         | 0          | 2     | 0     | 0              | 0              | 0      | 0      | 22     | 0      |
| 2019/20                             | PEC Zwolle          | Eredivisie      | 13         | 0          | 2     | 0     | 0              | 0              | 0      | 0      | 15     | 0      |
| 2019/20                             | Hapoel Ra'annana    | Ligat Ha'Al     | 6          | 0          | 1     | 0     | 2              | 0              | 0      | 0      | 9      | 0      |
| 2020/21                             | Perth Glory         | A-League        | 25         | 1          | 0     | 0     | 0              | 0              | 0      | 0      | 25     | 1      |
| Carrière totaal                     | Carrière totaal     | Carrière totaal | 260        | 4          | 27    | 1     | 4              | 0              | 0      | 0      | 291    | 5      |
| Bijgewerkt tot en met 14 juli 2021. |                     |                 |            |            |       |       |                |                |        |        |        |        |

## Interlandcarrière
Lachman speelde in 2009 en 2010 in twee officieuze duels van het Nederlands Beloftenvoetbalelftal tegen combinatieteams van Bayern München en N.E.C.
Op 27 maart 2015 debuteerde Lachman in het Curaçaos voetbalelftal in de met 2–1 gewonnen WK-kwalificatiewedstrijd tegen het Montserrataans voetbalelftal. Met Curaçao won hij op 25 juni 2017 de finale van de Caribbean Cup 2017 door Jamaica met 2–1 te verslaan.
| Interlands van Darryl Lachman voor Curaçao | Interlands van Darryl Lachman voor Curaçao | Interlands van Darryl Lachman voor Curaçao | Interlands van Darryl Lachman voor Curaçao | Interlands van Darryl Lachman voor Curaçao | Interlands van Darryl Lachman voor Curaçao | Interlands van Darryl Lachman voor Curaçao |
| №                                          | Datum                                      | Wedstrijd                                  | Uitslag                                    | Competitie                                 | Goals                                      |                                            |
| Als speler bij FC Twente                   | Als speler bij FC Twente                   | Als speler bij FC Twente                   | Als speler bij FC Twente                   | Als speler bij FC Twente                   | Als speler bij FC Twente                   | Als speler bij FC Twente                   |
| ------------------------------------------ | ------------------------------------------ | ------------------------------------------ | ------------------------------------------ | ------------------------------------------ | ------------------------------------------ | ------------------------------------------ |
| 1.                                         | 27 maart 2015                              | Curaçao – Montserrat                       | 2 – 1                                      | Kwalificatie WK 2018                       |                                            |                                            |
| 2.                                         | 31 maart 2015                              | Montserrat – Curaçao                       | 2 – 2                                      | Kwalificatie WK 2018                       | 41'                                        |                                            |
| (3.)*                                      | 5 juni 2015                                | Curaçao – Trinidad en Tobago               | 1 – 0                                      | Vriendschappelijk                          |                                            |                                            |
| 3.                                         | 10 juni 2015                               | Curaçao – Cuba                             | 0 – 0                                      | Kwalificatie WK 2018                       |                                            |                                            |
| 4.                                         | 14 juni 2015                               | Cuba – Curaçao                             | 1 – 1                                      | Kwalificatie WK 2018                       |                                            |                                            |
| Als speler bij Sheffield Wednesday         |                                            |                                            |                                            |                                            |                                            |                                            |
| 5.                                         | 4 september 2015                           | Curaçao – El Salvador                      | 0 – 1                                      | Kwalificatie WK 2018                       |                                            |                                            |
| 6.                                         | 8 september 2015                           | El Salvador – Curaçao                      | 1 – 0                                      | Kwalificatie WK 2018                       |                                            |                                            |
| Als speler bij SC Cambuur                  |                                            |                                            |                                            |                                            |                                            |                                            |
| 7.                                         | 24 maart 2016                              | Barbados – Curaçao                         | 1 – 0                                      | Kwalificatie Caribbean Cup 2017            |                                            |                                            |
| 8.                                         | 26 maart 2016                              | Curaçao – Dominicaanse Republiek           | 2 – 1                                      | Kwalificatie Caribbean Cup 2017            |                                            |                                            |
| 9.                                         | 1 juni 2016                                | Guyana – Curaçao                           | 2 – 5                                      | Kwalificatie Caribbean Cup 2017            |                                            |                                            |
| 10.                                        | 4 juni 2016                                | Curaçao – Amerikaanse Maagdeneilanden      | 7 – 0                                      | Kwalificatie Caribbean Cup 2017            |                                            |                                            |
| Als speler bij Willem II                   |                                            |                                            |                                            |                                            |                                            |                                            |
| (11.)*                                     | 22 maart 2017                              | Curaçao – El Salvador                      | 1 – 1                                      | Vriendschappelijk                          |                                            |                                            |
| 11.                                        | 13 juni 2017                               | Canada – Curaçao                           | 2 – 1                                      | Vriendschappelijk                          |                                            |                                            |
| 12.                                        | 17 juni 2017                               | Curaçao – Nicaragua                        | 0 – 0                                      | Vriendschappelijk                          |                                            |                                            |
| 13.                                        | 22 juni 2017                               | Curaçao – Martinique                       | 2 – 1                                      | Caribbean Cup 2017                         |                                            |                                            |
| 14.                                        | 25 juni 2017                               | Jamaica – Curaçao                          | 1 – 2                                      | Caribbean Cup 2017                         |                                            |                                            |
| 15.                                        | 9 juli 2017                                | Curaçao – Jamaica                          | 0 – 2                                      | Gold Cup 2017                              |                                            |                                            |
| 16.                                        | 13 juli 2017                               | El Salvador – Curaçao                      | 2 – 0                                      | Gold Cup 2017                              |                                            |                                            |
| 17.                                        | 16 juli 2017                               | Curaçao – Mexico                           | 0 – 2                                      | Gold Cup 2017                              |                                            |                                            |
| 18.                                        | 23 maart 2018                              | Curaçao – Bolivia                          | 1 – 1                                      | Vriendschappelijk                          |                                            |                                            |
| Als speler bij PEC Zwolle                  |                                            |                                            |                                            |                                            |                                            |                                            |
| 19.                                        | 10 september 2018                          | Curaçao – Grenada                          | 10 – 0                                     | Kwalificatie Nations League                |                                            |                                            |
| 20.                                        | 12 oktober 2018                            | Amerikaanse Maagdeneilanden – Curaçao      | 0 – 5                                      | Kwalificatie Nations League                |                                            |                                            |
| 21.                                        | 19 november 2018                           | Curaçao – Guadeloupe                       | 6 – 0                                      | Kwalificatie Nations League                |                                            |                                            |
| 22.                                        | 23 maart 2019                              | Antigua en Barbuda – Curaçao               | 2 – 1                                      | Kwalificatie Nations League                |                                            |                                            |
| 23.                                        | 5 juni 2019                                | India – Curaçao                            | 1 – 3                                      | King's Cup                                 |                                            |                                            |
| 24.                                        | 8 juni 2019                                | Vietnam – Curaçao                          | 1 – 1 (5 – 6 wns)                          | King's Cup                                 |                                            |                                            |
| * Werd niet erkend als officiële interland |                                            |                                            |                                            |                                            |                                            |                                            |

## Erelijst
| Eerste divisie | 1x | 2011/12 |
| KNVB beker     | 1x | 2013/14 |

| Competitie    | Winnaar | Winnaar | Runner-up | Runner-up | Derde   | Derde   |
| Competitie    | Aantal  | Jaren   | Aantal    | Jaren     | Aantal  | Jaren   |
| Curaçao       | Curaçao | Curaçao | Curaçao   | Curaçao   | Curaçao | Curaçao |
| ------------- | ------- | ------- | --------- | --------- | ------- | ------- |
| Caribbean Cup | 1x      | 2017    |           |           |         |         |
| King's Cup    | 1x      | 2019    |           |           |         |         |